# Hemmingsmark
Hemmingsmark è una località (tätort in svedese) del comune di Piteå (contea di Norrbotten, Svezia).
Nel 2010 la popolazione era di 367 abitanti.